# 利蘭泰坦B15

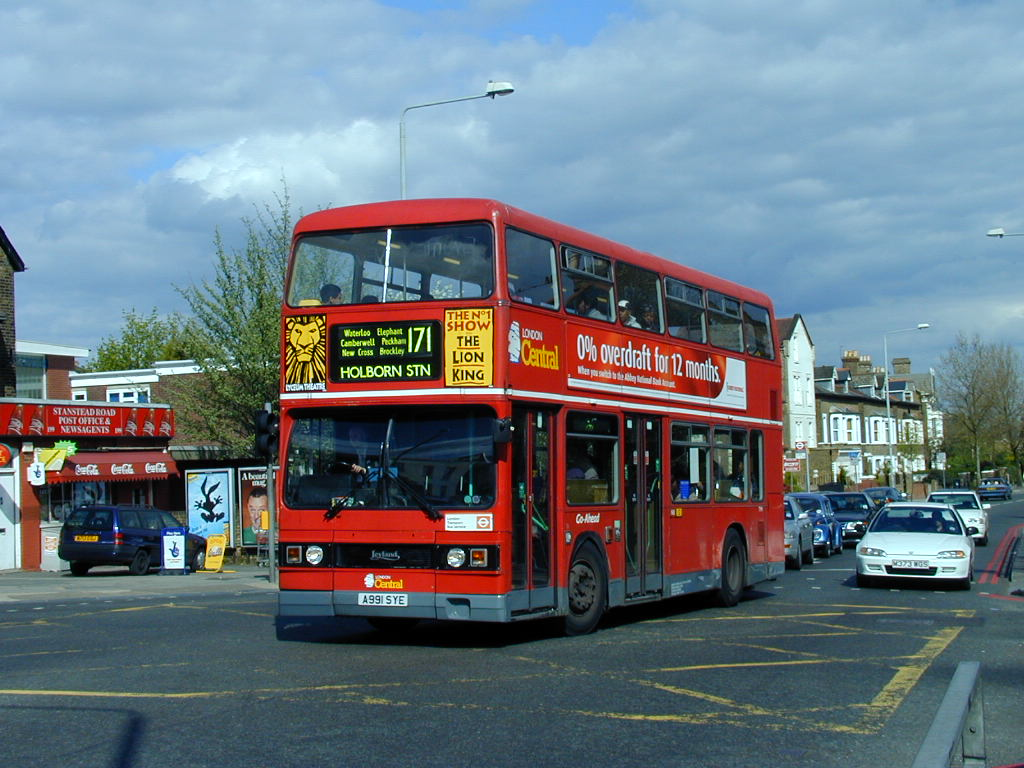
正服務於倫敦的利蘭泰坦B15巴士

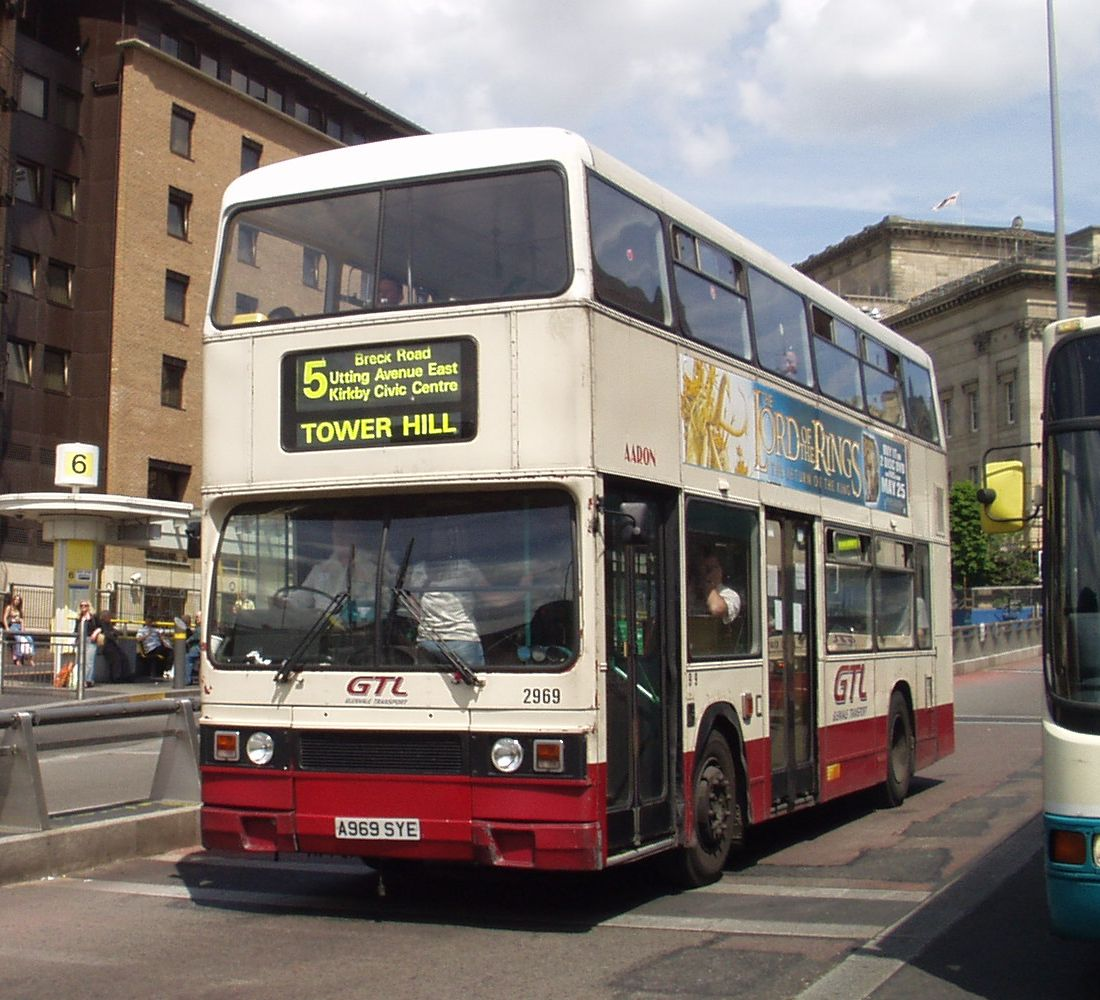
被賣往利物浦市的利蘭泰坦B15巴士

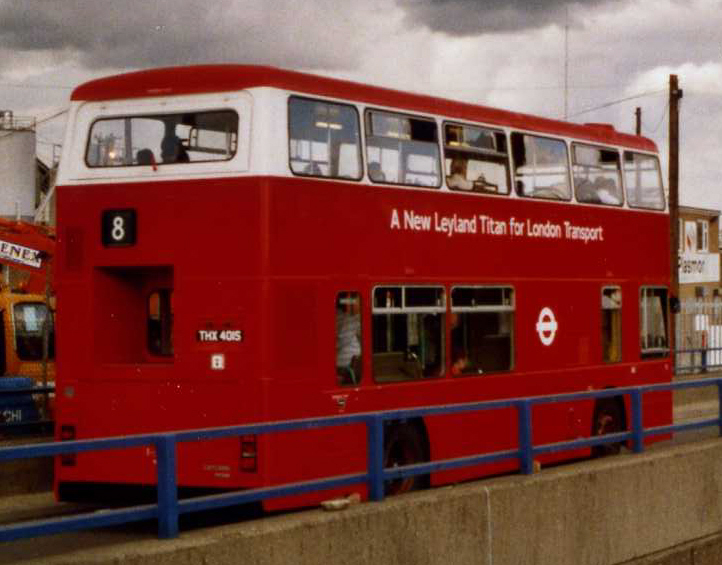
B15泰坦的尾部

利蘭泰坦B15巴士（Leyland Titan B15）是英國利蘭車廠生產的後置引擎雙層巴士，屬於較早推出的第二代後置引擎巴士。相比起第一代後置引擎巴士，第二代後置引擎巴士把散熱水箱，從空間有限的車尾移到較易散熱的車頭或車身側面，大幅改善早期後置引擎巴士，因為散熱不良而容易出現故障的缺點。

## 背景
利蘭早於1973年開始代號B15的雙層巴士開發計劃，之後命名為泰坦B15。利蘭收購丹拿及Bristol兩家車廠之後，利蘭當時同時生產三款後置引擎雙層巴士，包括利蘭自家開發的Atlantean，收購丹拿車廠而得的珍寶，以及Bristol車廠設計的VRT，除了前置散熱水箱的Bristol VRT外，其餘兩款英國第一代後置引擎巴士都受到引擎散熱不良的影響，造成操作上的困擾。利蘭車廠開發泰坦B15，正是為了取代以上三款第一代後置引擎巴士。
利蘭車廠在1970年代是英國主要的商用車輛生產商，當利蘭車廠收購多家巴士製造商後在英國接近一廠獨大。在巴士製造領域，利蘭車廠具有全車製造的能力，除了設計底盤外，還能設計利蘭自家品牌的引擎及波箱，甚至能為利蘭巴士底盤打造車身，在1977年推出的泰坦B15正是利蘭車廠一手包辦的產品。

## 設計
泰坦B15主要是在舊有的利蘭亞特蘭大和丹拿珍寶的基礎上進行改良，再引入同廠National單層巴士的模組化概念，研製成一款地台較低的後置引擎雙層巴士。泰坦B15跟AEC Routemaster一樣採用相似的鋁合金車身結構、前置獨立懸掛系統及一體化車身設計，而引擎散熱系統的重新佈局是此款巴士與之前車型最大的改變。
英國的第1代後置引擎巴士，散熱水箱都被放在空間有限的車尾引擎室，由於橫置的引擎已經佔去引擎室的大部分位置，散熱水箱只能使用餘下的狹小空間，導致引擎過熱而容易故障。利蘭收購Bristol而取得VRT巴士的生產線，雖然Bristol設計VRT巴士時，嘗試把散熱水箱移到車頭，可是由於設計不良，仍然未能解決引擎散熱不良的問題。泰坦B15是英國第2代後置引擎巴士的設計，它的引擎冷卻系統，不像早期的後置引擎巴士般直接設置於引擎的側邊，而是位於車尾引擎室的右上方位置，散熱系統的空間較為充裕，而引擎室的左上方也設有喉管用來排出熱氣。這種把引擎與散熱系統分開放置的設計，能夠改善英國上一代後置引擎巴士散熱不良的缺點。
泰坦B15全長9.56米，只有兩軸版本。泰坦B15車尾的大部分空間已被整套動力系統佔去，車尾引擎室右上方又須要裝設散熱系統，所以泰坦B15的下層車尾，只能於中央靠左的位置設置一個接近正方形的車窗。這種獨特的車尾設計，成為泰坦B15在外觀上與其他雙層巴士的最大分別。
最初泰坦B15主要是配用利蘭自家開發的500系列柴油引擎，但利蘭自產的引擎性能及可靠性都不理想，所以其後依照買家的反映，後期生產型都改用吉拿6LXB/6LXC引擎，而利蘭TL11引擎也在選配之列。另外，泰坦B15採用了利蘭自家生產的全自動Hydracyclic變速箱，取代往日廣泛採使用的半自動波箱。

## 英國
泰坦B15於1977年開始量產，但因當時利蘭旗下工場（包括負責建造泰坦B15車身的Park Royal）發生工潮造成生產力低下，交貨日期嚴重延遲，使多數買家放棄訂單而改為購入MCW Metrobus，當中只有倫敦運輸局於1978年起購入了1125部成為最大買家，至1984年才不再訂購。
利蘭泰坦B15早期都是在倫敦行走，當時，倫敦運輸局寄望這些巴士可以取代前置引擎的AEC Routemaster，全面在倫敦推行「一人控制」巴士模式。可惜事與願違，泰坦B15未能如預期般成功，最後跟倫敦寶一樣陸續被淘汰出倫敦市中心。隨著當地實行巴士服務私營化，這些從倫敦運輸局退下來的利蘭泰坦B15都被賣給多間巴士公司。這些巴士公司都把轉手過來的利蘭泰坦B15調去英國其他地方行走，令這款巴士不只局於倫敦出現。
由於車齡日高，加上英國在1999年推行巴士低地台計劃，利蘭泰坦巴士皆相繼退下火線，至2003年6月19日，倫敦常規巴士線中已不再見利蘭泰坦B15行走，只見於私人合約巴士公司。
B15的後繼產品是利蘭奧林匹克雙層巴士，其計劃代號為B45。

## 香港
當利蘭車廠研發B15時，中華巴士已對這款巴士感興趣，便向利蘭訂購2部，其中一部為加長版本。首部車於1980年投入服務，編號TC1（車牌CD1213），配備Park Royal車身，車箱採用豪華巴士的規格，載客量為73人，行走260號路線。第二部加長版本因Park Royal方面遇到重大技術困難而遲遲未能交貨，中巴乃取消了該部加長版本的B15訂單，改購2輛利蘭勝利二型巴士。TC1是唯一出廠後就離開英國的泰坦B15，早期除了行走南區線260外，亦曾於1989年開辦的過海線182短時間服役。1992年以後被編為後備車，只在繁忙時間接載乘客，直至1995年因中巴削減14條路線予城巴引致車源過剩而退役。

## 後繼車型
泰坦B15基本上仍是前一代利蘭亞特蘭大改進而來的產品，於1977年推出後不久，對手都城嘉慕及丹尼士車廠分別推出了全新設計的都城嘉慕都城型及丹尼士統治者型雙層巴士，整體性能及可擴充性都比改良出來的泰坦B15優勝，於是利蘭展開代號B45的新車型設計，即是兩年後於1979年面世的利蘭奧林比安。